# Rocket & Ich
Rocket & Ich (Originaltitel: I Got a Rocket!) ist eine auf dem gleichnamigen Buch von Matt Zurbo basierende australische Zeichentrickserie für Kinder, die zwischen 2006 und 2007 produziert wurde.

## Handlung
Der Junge Vinnie (Kurzform von Vincent) bekommt zu seinem dreizehnten Geburtstag eine Rakete mit dem Namen „Rocket“ geschenkt. Sie kann nicht nur fliegen, sondern auch sprechen und vielerlei Tricks ausführen und wird zu Vinnies bestem Freund. Gemeinsam mit seinen beiden Freundinnen Gabby und Judy erleben sie viele Abenteuer und stellen sich den Herausforderungen in ihrem Alltag.

## Produktion und Veröffentlichung
Die Serie wurde zwischen 2006 und 2007 in Australien produziert. Dabei ist eine Staffel mit 52 Folgen entstanden. Zuständige Produktionsfirmen waren Taffy Entertainment und SLR Productions. Regie führte Glenn Kirkpatrick und das Drehbuch schrieb Stu Connelly. Die Musik zur Serie schrieben die Filmkomponisten Carsten Schmelzer und Lars Löhn.
Erstmals ausgestrahlt wurde die Serie auf Network Ten. Die deutsche Erstausstrahlung fand am 18. April 2008 auf KI.KA statt. Weitere Ausstrahlungen erfolgten auf Das Erste.
2008 bekam die Serie den Amerikanischen Filmpreis EMMY in der Kategorie "New Approaches" verliehen.

## Synchronisation
Die Serie wurde im Auftrag von Lavendelfilm GmbH in Potsdam vertont. Die Dialogregie führte Rainer Martens, während Stefan Wellner die Dialogbücher schrieb.
| Rollenname         | Originalsprecher | Deutscher Sprecher     |
| ------------------ | ---------------- | ---------------------- |
| Vincent „Vinnie“ Q | Jaime Boxenbould | Michael Wiesner        |
| Rocket             | Thomas Bromhead  | Sebastian Schulz       |
| Prof. Quigley Q    | Marcello Fabrizi | Hans-Jürgen Dittberner |
| Crystal Q.         | Rachel King      | Jill Schulz            |
| Maya Kovsky        | Trilby Glover    | Sabine Arnhold         |
| VP Stern           | Marcello Fabrizi | Bernd Vollbrecht       |

## Episodenliste
| Folge | deutscher Titel                     | deutsche Erstausstrahlung |
| 1     | Die Hundert-Millionen-Dollar-Rakete | 18. April 2008            |
| 2     | Rocket frisst sich durch            | 25. September 2008        |
| 3     | In Amt und Würden                   | 21. April 2008            |
| 4     | Ein Date für Crystal                | 22. Mai 2008              |
| 5     | Ein wahrer Teufelskerl              | 22. April 2008            |
| 6     | Der Allzweck-Problem-Neutralisator  | 1. Oktober 2008           |
| 7     | Hilfe, mein Dad ist ein Baby!       | 23. April 2008            |
| 8     | Ein Platz an der Ehrenwand          | 6. Oktober 2008           |
| 9     | Wahre Männer                        | 24. April 2008            |
| 10    | Eine haarige Angelegenheit          | 26. Mai 2008              |
| 11    | Der Gute-Taten-Marathon             | 25. April 2008            |
| 12    | Zurück in die Zukunft               | 10. Oktober 2008          |
| 13    | Die doppelten Duckies               | 28. April 2008            |
| 14    | Das Überraschungs-Date              | 14. Oktober 2008          |
| 15    | Rocket regelt es                    | 29. April 2008            |
| 16    | Manieren wie die Duckies            | 28. Mai 2008              |
| 17    | Der größte Fan                      | 30. April 2008            |
| 18    | Viva Vroom                          | 27. Dezember 2008         |
| 19    | Neue Gabby, neue Freunde            | 1. Mai 2008               |
| 20    | Willkommen im Duckies               | 3. Januar 2009            |
| 21    | E-Mails aus der Zukunft             | 2. Mai 2008               |
| 22    | Biffos große Stunde                 | 30. Mai 2008              |
| 23    | Seid bereit, Makrelen-Mützlinge!    | 5. Mai 2008               |
| 24    | Eine Welt ohne Duckies              | 17. Januar 2009           |
| 25    | Der Fluch der Musik-Krake           | 6. Mai 2008               |
| 26    | Ein Date mit Maya                   | 24. Januar 2009           |

| Folge | deutscher Titel                    | deutsche Erstausstrahlung |
| 27    | Der Vater-Sohn-Erfinder-Wettbewerb | 7. Mai 2008               |
| 28    | Der Regelverstoß-Marathon          | 5. September 2008         |
| 29    | Der Mädchen-Abend                  | 8. Mai 2008               |
| 30    | Auf großem Fuß                     | 3. November 2008          |
| 31    | Vinnie Duckie                      | 9. Mai 2008               |
| 32    | Das Bündnis                        | 5. November 2008          |
| 33    | Internet-Indiskretionen            | 12. Mai 2008              |
| 34    | Traumberuf Astronaut               | 9. September 2008         |
| 35    | Der Cooler-Macher                  | 13. Mai 2008              |
| 36    | Der Chrono-Tele-Manipulator        | 11. November 2008         |
| 37    | Wunderkind Vinnie                  | 10. Juni 2008             |
| 38    | Auf den Klon gekommen              | 14. Mai 2008              |
| 39    | Mädchen unter sich                 | 11. Juni 2008             |
| 40    | Der Besserwisser-Quizathlon        | 11. September 2008        |
| 41    | Eine (fast) wahre Geschichte       | 15. Mai 2008              |
| 42    | Wählt Vinnie                       | 19. November 2008         |
| 43    | Zwei Raketen sind eine zu viel     | 13. Juni 2008             |
| 44    | Wem gehört Rocket?                 | 16. Mai 2008              |
| 45    | Tausch mit mir!                    | 16. Juni 2008             |
| 46    | Aschenputtel 2.0                   | 15. September 2008        |
| 47    | Achtung Abgase!                    | 19. Mai 2008              |
| 48    | König Cool                         | 17. September 2008        |
| 49    | Nettig-nette Nettigkeiten          | 18. Juni 2008             |
| 50    | Ein Heim für die Duckies           | 20. Mai 2008              |
| 51    | Die Anleitung fürs Leben           | 19. Juni 2008             |
| 52    | Schneller als die Zeit             | 23. September 2008        |